# O Quinto Elemento
O Quinto Elemento (Le Cinquième élément) é um filme francês de língua inglesa de ação, aventura e ficção científica de 1997 dirigido, co-escrito e baseado em uma história de Luc Besson e estrelado por Bruce Willis, Gary Oldman e Milla Jovovich. Principalmente definido durante o século XXIII, trama central do filme envolve a sobrevivência do planeta Terra, que se torna o dever de Korben Dallas (Willis), um motorista de táxi e ex-major das forças especiais, quando uma jovem mulher (Jovovich) cai em seu táxi. Aprendendo sobre seu significado, Dallas tem de juntar forças com ela para recuperar quatro pedras místicas essenciais para defender a Terra de um ataque iminente.
Besson começou a escrever a história que viria a ser O Quinto Elemento, quando tinha 16 anos; 22 anos depois, o filme estreou nos cinemas. Os autores de banda desenhada Jean Giraud e Jean-Claude Mézières, cuja obra inspirou o filme, foram contratados para ajudarem à produção. Os figurinos foram elaborados pelo estilista Jean-Paul Gaultier.
O Quinto Elemento recebeu principalmente críticas positivas, embora tenha provocado a polarização dos críticos. Foi apelidado de "o melhor e o pior blockbuster de verão de todos os tempos". O filme foi um sucesso financeiro, ganhando mais de $263 milhões nas bilheteiras, contra um orçamento de $90 milhões. Foi o filme europeu mais caro já feito na época de seu lançamento, e manteve-se o filme francês financeiramente mais bem sucedido até o lançamento de Intouchables em 2011.

## Sinopse
Em 1914, aliens, conhecidos como Mondoshawans chegam a um antigo templo egípcio para recolher a única arma capaz de derrotar um grande mal, que aparece a cada 5.000 anos. A arma consiste em quatro pedras, que representam os quatro elementos clássicos e um sarcófago que contém um quinto elemento na forma de um ser humano, que combina o poder dos outros quatro elementos numa "Luz Divina", capaz de derrotar o mal. Os Mondoshawans prometem ao seu contacto, um sacerdote, que eles vão voltar com os elementos a tempo de impedir o Grande Mal, que surgirá dentro de três séculos.
Em 2263, o Grande Mal aparece no espaço sob a forma de uma gigantesca bola de fogo negro, e destrói uma nave espacial da Terra que o ataca. O contacto dos Mondoshawan na Terra, o padre Vito Cornelius (Ian Holm), informa o presidente da Terra (Tom Lister, Jr.) da história do Grande Mal e da única arma que pode pará-lo, que está a ser trazida pelos Mondoshawans. Quando estes se dirigem para a Terra, são emboscados por Mangalores, uma raça de extraterrestres mercenários contratada pelo industrial Jean-Baptiste Emanuel Zorg (Gary Oldman), que foi instruído pelo Grande Mal para adquirir as pedras.
A nave dos Mondoshawans é destruída; o único item recuperável é a mão do Quinto Elemento. Cientistas levam a mão a um laboratório de Nova York, utilizando-o para re-construir uma mulher humanóide, conhecida como "Leeloo" (Milla Jovovich), que é descrita como "ser perfeito". Com medo de seus captores desconhecidos, ela escapa do complexo e dá consigo num parapeito de um arranha céus, rodeada de milhares de veículos voadores. Quando a polícia lhe ordena que se renda, Leeloo salta e acaba por aterrar no táxi voador de Korben Dallas (Bruce Willis), um taxista divorciado e ex-major nas forças especiais.
Dallas leva Leeloo à casa de Vito Cornelius e do seu aprendiz, David (Charlie Creed-Miles). Leeloo revela a Cornelius que as quatro pedras foram confiadas à Diva alienígena Plavalaguna (Maïwenn Le Besco), uma cantora de ópera. Como os Mangalores não conseguiram obter as pedras, Zorg mata-os. Os seus compatriotas sobreviventes decidem vingar-se e obter as pedras para si. Ao saber pelos Mondoshawans que Plavalaguna tem as pedras, o General Munro (Brion James), ex-superior de Dallas, realista-o e ordena-lhe que faça uma viagem disfarçado como vencedor de um concurso de rádio promovido por Ruby Rhod (Chris Tucker), para se encontrar com Plavalaguna num cruzeiro de luxo. Dallas leva Leeloo consigo, ao mesmo tempo que os Mangalores e Zorg se dirigem para o mesmo, decididos a recuperar as pedras. Cornelius viaja também para o cruzeiro, infilitrado dentro do vaivém, instruindo David para preparar o templo no Egipto para a chegada do Quinto Elemento.
Os Mangalores atacam durante a performance de Plavalaguna, que consegue ainda entregar as pedras a Dallas. Este luta contra os Mangalores para proteger o navio, matando seu líder, o que termina o confronto. Zorg procura as pedras, ferindo gravemente Leeloo antes de encontrar uma caixa de transporte. Assumindo que esta contém as pedras, Zorg abandona o cruzeiro, sem antes deixar para trás uma bomba-relógio, que é detectada e provoca a evacuação do navio. Quando descobre que a caixa está vazia, Zorg regressa para procurar as pedras, desativando a bomba. Contudo, antes de morrer, um dos Mangalores ativa o seu próprio engenho explosivo, destruindo o navio e matando Zorg, enquanto Dallas, Cornelius, Leeloo, e Ruby Rhod escapam com as pedras a bordo da sua nave espacial.
Os quatro regressam ao templo egípcio enquanto o Grande Mal se aproxima. O grupo consegue ativar as pedras, mas Leeloo, tendo tido conhecimento da capacidade dos humanos para a destruição, mostra-se desencantada com estes e recusa-se a libertar a Luz Divina. Dallas acaba por confessar o seu amor por Leeloo e beija-a. Em resposta, Leeloo combina o poder das pedras e libera a luz divina, fazendo com que o grande mal repouse dormente sob a forma de uma nova lua em órbita da Terra.
Os geocientistas asseguram ao presidente que o grande mal está morto. Dallas e Leeloo são colocados juntos num tanque de cura para se recuperarem. Quando o presidente chega e pede para vê-los, os cientistas expressam relutância, já que, dentro do tanque, Dallas e Leeloo estão a fazer amor.

## Elenco
- Bruce Willis como Korben Dallas
- Milla Jovovich como Leeloo (Leeloominaï Lekatariba Lamina-Tchaï Ekbat De Sebat)
- Gary Oldman como Jean-Baptiste Emmanuel Zorg
- Ian Holm como Padre Vito Cornelius
- Chris Tucker como Ruby Rhod
- Charlie Creed-Miles como David
- Brion James como General Munro
- Tricky como Right Arm
- Tom Lister, Jr. como Presidente Lindberg
- Christopher Fairbank como Professor Mactilburgh
- Lee Evans como Fog
- John Bluthal como Professor Massimo Pacoli
- Luke Perry como Billy Masterson
- John Bennett como Sacerdote
- Kim Chan como Mr. Kim
- John Neville como General Staedert
- Al Matthews como General Tudor
- Maïwenn Le Besco como Diva Plavalaguna

## Temas
Em entrevista Besson afirmou que O Quinto Elemento não foi um "grande tema do filme", embora o tema do filme foi um passo importante. Ele queria que os telespectadores pudessem chegar ao ponto onde Leeloo afirma: "Qual é a utilidade de salvar a vida quando você ver o que você faz com ele?", e concordarem com ela. O filme tem sido citado como uma história clássica de um homem "fazendo sua ruptura com a tribo, para provar a sua masculinidade, derrubando as forças malévolas e matar o chefe, finalmente, para colher os frutos da segurança e do casamento". A jornada de Korben, no entanto, está ameaçada não só dos Mangalores e Zorg, mas também por Leeloo, que só cede para ajudá-lo na última hora, aceitando a sua declaração de amor. Um comentário declarou que o filme contou com os grandes temas da "falibilidade humana e perfeição, o mal, e o conquistador poder do amor". A história de amor dentro de O Quinto Elemento é considerado uma das principais narrativas do filme, e é amarrado para a corrida contra o tempo. O filme também é dito para explorar o tema da corrupção política. A questão da ecologia tem sido citado como um tema forte, com resíduos e poluição sendo visto por todo o filme. Apesar de filmes de ficção científica muitas vezes mostrar que o controle do mundo foi perdida devido a uma ameaça ou tecnologia ou ultrapassando ou não nós, O Quinto Elemento tem sido citado como um dos poucos filmes de ficção científica que "segurar um espelho" e mostrar a humanidade como responsável por isso. O filme mostra de forma consistente uma incerteza para o capitalista imperativo para consumir, e o poder e valor fetiche da tecnologia, como exemplificado pelas engenhocas visto no escritório de Zorg. O filme é dito para problematizar a relação entre tecnologia e homem. Apesar das falhas evidentes no mundo de O Quinto Elemento, ao contrário de filmes de ficção científica tradicionais de Hollywood que mostram um herói libertador em um mundo corrupto, o herói em O Quinto Elemento salva o novo mundo futurista da destruição, o que permite que a vida continue inabalável. O Quinto Elemento é dito levar em conta os efeitos do ciberespaço e da tecnologia sobre a consciência humana, apresentando um mundo onde o modernista está sendo substituído pelo virtual.

## Produção
Besson imaginou o mundo inteiro de O Quinto Elemento como um adolescente tentando escapar do tédio. Ele afirma que estava esperando para construir uma reputação para si mesmo como um cineasta, antes que ele iniciou a produção do filme, de modo que ele seria capaz de fazê-lo com o controle criativo. O filme foi uma produção francesa, e foi o mais caro filme europeu já feito na época de seu lançamento. Os investidores estavam supostamente desinteressados no financiamento do filme, quando a pré-produção começou em primeiro lugar no início dos anos 90. O interesse dos investidores só veio depois de Besson fazer o filme de sucesso de 1994, Léon: The Professional, tendo suspendido a pré-produção de O Quinto Elemento para fazer o filme.
Besson conheceu Bruce Willis, alguns anos antes que a produção começou e falou sobre o projeto, embora ele decidiu mais tarde procurar um jovem ator relativamente desconhecido para o papel de Korben, de modo a gastar menos com os atores e muito mais sobre sets, figurinos e efeitos especiais. Willis se aproximou de Besson e expressou contínuo interesse no filme, e depois de Besson explicou o problema, Willis respondeu: "Você sabe, Luc, se eu gostar, vamos encontrar um caminho." Willis fez um acordo com a equipe de produção para o papel, um movimento que agradou muito a Besson. Besson escolheu contratar Gary Oldman, que atuou em seu filme anterior, Léon: The Professional, para o papel de Zorg, descrevendo Oldman como "um dos cinco melhores atores do mundo". A chamada de elenco trouxe 8,000 para a personagem Leeloo, e Besson escolheu Milla Jovovich das 200-300 candidatas que ele conheceu em pessoa.
Milla tem essa coisa física, ela pode ser do passado ou do futuro. Ela pode ser uma egípcia ou romana. Ela pode ser Nefertiti e ela pode ser de outro planeta. Isso foi uma coisa que eu gostava fisicamente com ela.— Luc Besson
Besson estava em um relacionamento com Maïwenn Le Besco, que desempenhou o papel de Diva Plavalaguna, há seis anos, quando iniciou as filmagens; No entanto, ele a deixou por Jovovich durante as filmagens. Jovovich e Besson, posteriormente, casaram, mas se divorciaram em 1999.
O desenho de produção do filme foi desenvolvido por criadores de banda desenhada franceses Jean Giraud e Jean-Claude Mézières. A banda desenhada de Giraud e Mézières foram uma grande fonte de inspiração para Besson e sua futurista cidade de Nova Iorque. Mézières ilustrou o álbum Les Cercles du pouvoir da série Valérian, roterizada por Pierre Christin, que apresenta um personagem chamado S'Traks, que dirige um táxi voador pelo tráfego aéreo congestionado das grandes metrópoles do planeta Rubanis. Mézières enviou uma cópia do livro para Besson, que foi inspirado a mudar o fundo de Korben Dallas a partir de um trabalhador em uma fábrica de foguete com a de um motorista de táxi que voa seu táxi em torno de uma futurista Nova Iorque com inspiração em Rubanis. A inspiração para os prédios de Nova York foram derivadas de ambas as massas de inspiração metabólicas de apartamento modular da década de 1960, e os desenhos futuristas do arquiteto Antonio Sant'Elia nos anos 1910. Besson exigiu que a maioria das cenas de ação do filme terá lugar em plena luz do dia, como ele era declaradamente cansado das naves escuras correndo em planetas com pouca iluminação comuns em filmes de ficção científica, e queria um look "alegremente louco" mais brilhante em oposição a um realista sombrio. O figurino foi criado pelo estilista francês Jean-Paul Gaultier. Descrito como "intelectualmente trangressivo", o projeto de Gaultier de se dizia desafiar normas de sexualidade e gênero. Gaultier usou seus dois últimos projetos, e os projetos de outras pessoas para ajudar a criar o efeito.
O nome original do personagem de Ruby Rhod foi Loc Rhod. O nome aparece tanto no roteiro original e na novelização do filme. A especulação foi levantada de que a mudança de nome era uma brincadeira com as informações na tabela periódica. Rubídio é o primeiro dos elementos do 5 período, e exatamente no meio do caminho abaixo dessa linha é o elemento ródio. Tomando o primeiro semestre de cada elemento yields "Rubi Rhod".
A "linguagem divina" falada no filme é uma linguagem ficcional com apenas 400 palavras, inventadas por Besson e Jovovich. Jovovich afirmou que ela e Besson escreveram cartas um para o outro na linguagem divina como prática.

### Efeitos
Empresa de efeitos especiais Digital Domain foi contratado para o filme, com Karen Goulekas dado o papel como supervisora de efeitos digitais. Software usado pelo Digital Domain para criar efeitos foram Autodesk Softimage, Arete, Side Effect's Prisms, e RenderMan, bem como software proprietário. Algumas gravações individuais utilizaram uma combinação de ação ao vivo, modelos em escala, imagens geradas por computador e sistemas de partículas. Os sistemas de partículas foram usadas para criar as faixas de tráfego nas cenas em Nova York.
Tivemos talvez 80 gravações da arquitetura da cidade com carros CG arremessados ao redor, e você não poderia animá-los todos à mão, porque havia apenas muitos deles em cada cena ... Quando os carros viram uma esquina, as mudanças de velocidade eram automáticas, de modo que o animador não precisa se preocupar com isso. Eles apenas planejavam os movimentos de uma forma de muito blocos, e a matemática suavizou o resto.— Karen Goulekas
Entre os modelos em escala usados para as filmagens eram os edifícios visto em Nova Iorque. Dezenas de blocos de apartamentos e 25 arranha-céus, a cerca de 20 metros de altura, foram construídos em 1/24 de escala. Ele levou uma equipe de 80 trabalhadores e cinco meses para construir os modelos usados no filme. As janelas dos edifícios e os detalhes necessários para ser colocada por trás deles, como móveis, cortinas, mesas de luz e pequenas peças de arte plana, foram citados pela equipe como uma das tarefas mais demoradas. Milhares de cópias de vários projetos foram fotocopiados, que foram, então, lido como tridimensional do ponto de vista da câmera. Os cenários virtuais construídos em ambientes digitais foram criados para aumentar o uso de miniaturas. câmeras de controle de movimento mudaram ao longo dos conjuntos de escala, e os dados que coletaram foi exportado para rastrear e gerar a animação de partículas e sistemas de computação gráfica. Outras técnicas utilizadas no filme incluído pinturas fosco digitais para fundos e NURBS para certas animações, incluindo a sequência em que o corpo de Leeloo é reconstruída.

### Trilha sonora
A trilha sonora do filme foi composta por Éric Serra, colaborador regular de Luc Besson desde o seu primeiro filme. Recorre ao uso de texturas orquestrais e influências exóticas de vários cantos do mundo, como o oboé e instrumentos de cordas, ouvidos quando os cirurgiões se preparam para regenerar Leeloo, e o pizzicato como quando ela é reconstruída, assim como a charamela como Leeloo tenta se comunicar com Korben depois de cair em seu táxi, e cordas uníssonas do Médio Oriente, enquanto ele tenta convencê-la a entregar-se. Outros exemplos incluem uma fanfarra stalinista ouvida antes da sequência do espaçoporto, reggae na cena de preparação para o voo, e música Hulu que cumprimenta os passageiros que chegam a Fhloston. No entanto, este estilo também é combinado com técnicas de gravação mais convencionais, como o leitmotiv sintetizado que aparece pela primeira vez quando o professor Pacoli menciona o Quinto Elemento, os temas militaristas quando o navio de guerra se prepara para atacar o planeta escuro, e a peça fúnebre mahleriana ouvido quando Leeloo aprende sobre a guerra. Lançado em álbum pela Virgin Records, a banda sonora atingiu o pico no número 99 na Billboard 200. Mais de 200,000 cópias foram vendidos só em França. Com aproximadamente 63 minutos de duração, é consideravelmente maior do que a banda sonora média de um filme. 90 por cento do filme inclui música em cena. Desta forma, O Quinto Elemento está entre os filmes de Besson que foram descritos como mais "intrinsecamente musicais". A música usada para a cena da perseguição do táxi, intitulada "Alech Taadi" é da autoria do argelino Cheb Khaled, e não faz parte do CD da banda sonora do filme, mas está disponível no álbum de Khaled N'ssi N'ssi.
A ópera Diva Dance contou com música da ópera de Gaetano Donizetti Lucia di Lammermoor: "Il dolce suono", a cena da loucura do Ato III, Cena 2. É uma das poucas peças de música no filme que é diegético. Ele foi cantada pela soprano albanesa Inva Mula, enquanto o papel de Plavalaguna foi interpretada pela atriz francesa Maïwenn Le Besco.
Parte Um (intitulado Lucia di Lammermoor) e Parte Dois (intitulado The Diva Dance) desta peça são incluídos como faixas separadas na trilha sonora de O Quinto Elemento, mas são seqüenciados para criar o efeito de todo o desempenho visto no filme.
Foi editado um CD duplo com a banda sonora integral do filme apenas para efeitos promocionais, nunca tendo chegado às lojas.

## Lançamento

### Estreia
O filme estreou no Festival de Cinema de Cannes 1997, onde foi escolhido como o filme de abertura. A Gaumont, produtora do filme, construiu uma área para o evento de mais de 100,000 metros quadrados. Todos os convidados receberam um Swatch "Quinto Elemento", que incluia um chip de acesso com o bilhete de entrada. O evento contou com um ballet futurista, um desfile de moda por Jean-Paul Gaultier, e fogos de artifício. A Gaumont gastou entre $1 milhão e $3 milhões com o evento, um recorde na época.

### Bilheteira
O filme estreou em 1º lugar nos EUA, ganhando $17 milhões em sua semana de estreia. Tornou-se um sucesso de bilheteira, arrecadando mais de US$263 milhões, quase triplicando o seu orçamento de US$90 milhões.  Setenta e seis por cento das receitas vieram de mercados fora dos Estados Unidos; mais de 7.69 milhões de pessoas foram ver o filme em França. Foi o nono filme mais visto do ano em todo o mundo.  Na Alemanha, o filme foi premiado com o Goldene Leinwand, um prêmio de certificação de vendas por ultrapassar os três milhões de ingressos, e também um Prêmio Bogey em Prata, que certifica dois milhões de espectadores em 20 dias. Tornou-se o filme francês mais rentável até à altura, um recorde que deteve durante 16 anos, até o lançamento de Intouchables em 2011. É ainda considerado o filme francês mais bem sucedido no estrangeiro.

### Reações da crítica e Legado
O Quinto Elemento tem 71 por cento de aprovação no site Rotten Tomatoes, baseada em 56 avaliações. O consenso dos críticos diz: "Visualmente inventivo e alegremente exagerado, O Quinto Elemento de Luc Besson é uma fantástica peça de pop sci-fi que nunca se leva demasiadamente a sério". O filme tem uma pontuação ponderada de 52/100 no Metacritic com base em 22 avaliações profissionais.
O Quinto Elemento teve críticas polarizadas dos críticos após a estreia. Kevin Thomas do Los Angeles Times descreveu o filme como "uma elaborada e exagerada extravagância sci-fi que é quase tão difícil de seguir, como foi Missão Impossível no ano passado". Contudo, acaba por considerar O Quinto Elemento "excitante", "divertido" e detentor do "design, produção e figurinos mais espirituosos e sofisticados que alguma vez foram vistos". No programa At the Movies, tanto Roger Ebert e Gene Siskel elogiaram o filme; na sua crítica no jornal Chicago Sun-Times, Ebert deu ao filme três estrelas em quatro, apelidando-o de "Um dos grandes filmes patetas" e concluindo: "Eu não queria perder este filme, e recomendo-o pela sua riqueza de imagens. Mas com 127 minutos, o que parece uma duração razoável, dura muito tempo".
O filme foi, no entanto, sujeito a uma série de duras críticas que expressaram desaprovação de seu estilo exagerado. Todd McCarthy da revista Variety escreveu: "Falhou a tentativa europeia de fazer filme de ficção científica espetacular ao estilo americano. O Quinto Elemento consiste numa mistura de elementos que não se aglutinam confortavelmente". David Edelstein da revista Slate foi ainda mais crítico, dizendo: "Pode ou não ser o pior filme já feito, mas é um dos mais desequilibrados".
O desempenho de Chris Tucker como Ruby Rhod foi também alvo de críticas. Foi elogiado no Los Angeles Times e no Time, que o apelidou de "o mais escandaloso efeito especial do verão", embora Josh Winning da revista Total Film tenha elegido o seu desempenho como o ponto baixo do filme, classificando-o como No. 20 na sua lista de 2011 com "50 Performances que Arruinaram Filmes".
As opiniões mistas sobre filme persistem até hoje. Foi descrito em várias publicações como um clássico filme de culto de ficção científica; No entanto, outros comentários foram fortemente críticos, incluindo afirmações de que "Besson deve ficar bem longe da ficção científica". O crítico de cinema Mark Kermode informou que O Quinto Elemento foi um dos filmes com mais discórdia entre seus leitores, sendo considerado o melhor e o pior blockbuster de verão de todos os tempos. Kermode recordou a sua própria experiência: "Lembro-me muito claramente estar em Cannes quando O Quinto Elemento foi apresentado pela primeira vez, e realmente dividiu o público". Stephen Cass, da revista Discover, classificou o filme como o terceiro melhor filme de ficção científica no serviço de assinatura Hulu, escrevendo, "As pessoas parecem gostar ou detestar O Quinto Elemento ... O visual luxuoso e as performances divertidas de Bruce Willis, Milla Jovovich e Gary Oldman fazem com que este filme valha a pena ser visto ". Em alguns círculos o filme ganhou uma fama de "tão mau que é bom"; Meredith Woerner do Io9 classificou O Quinto Elemento como um dos "20 Melhores Piores Filmes de Ficção Científica de Todos os Tempos". Em 2007, a Visual Effects Society colocou The Fifth Element no nº50, empatado com Darby O'Gill and the Little People, na sua lista dos 50 mais influentes filmes de efeitos visuais de todos os tempos.
Alejandro Jodorowsky e Jean Giraud processaram Luc Besson após o lançamento do filme, alegando que The Fifth Element tinha plagiado The Incal, uma obra sua. Giraud pediu 13.1 milhões de euros por concorrência desleal, 9 milhões de euros em perdas e danos e 2-5% das receitas operacionais líquidas do filme. Jodorowsky pediu 700,000 de euros. O caso foi arquivado em 2004, alegando que apenas "pequenos fragmentos" de obras de arte de Giraud haviam sido usados e também devido ao fato de que Giraud tinha sido contratado por Besson para trabalhar no filme antes de as acusações serem feitas.
Após o lançamento do filme houve rumores sobre uma sequela, provisoriamente intitulada Mr. Shadow, em desenvolvimento. Em 2011, Besson afirmou que tal sequela nunca foi planeada e que este não tem vontade de a realizar.

### Prêmios
O Quinto Elemento foi nomeado para Melhor Edição de Som no Oscar 1998, e de Melhor Edição de Som no 1998 da Golden Reel Awards, mas perdeu para Titanic em ambos os casos. Ele ganhou o prêmio BAFTA de Melhor Efeitos Visuais Especiais, e o prêmio Prix Lumière de Melhor Diretor. Foi nomeado para sete prêmios César e ganhou três de Melhor Diretor, Melhor Fotografia, e Melhor Direção de Arte. Foi nomeado para Filme do Ano em 1997 no Prémios do Cinema Europeu. Ele também foi nomeado para o Prêmio Hugo de Melhor Apresentação Dramática, e para o Satellite Award de Melhores Efeitos Visuais. Thierry Arbogast foi premiado com o Technical Grand Prize no Festival de Cinema de Cannes 1997 por seu trabalho em ambos O Quinto Elemento e She's So Lovely. O filme recebeu quatro nomeações para o Saturn Award: Melhor Filme de Ficção Científica, Melhor Figurino, Melhores Efeitos Especiais, e Melhor Atriz Coadjuvante em Cinema para Milla Jovovich. A luta de Jovovich contra o Mangalores foi indicado para o MTV Movie Award de Melhor Luta, e ela também foi indicada para Melhor Atriz - Iniciante no Blockbuster Entertainment Awards.
Por outro lado, Milla Jovovich recebeu uma nomeação para o Framboesa de Ouro de Pior Atriz Coadjuvante, e Chris Tucker foi nomeado para Pior Nova Estrela tanto para O Quinto Elemento e Money Talks.
| Ano  | Evento                                      | Prêmio                                           | Nomeação                  | Resultado |
| ---- | ------------------------------------------- | ------------------------------------------------ | ------------------------- | --------- |
| 1998 | Academy Awards                              | Melhor Edição de Som                             | The Fifth Element         | Indicado  |
| 1998 | Blockbuster Entertainment Awards            | Melhor Atriz – Iniciante                         | Milla Jovovich            | Indicado  |
| 1997 | British Academy of Film and Television Arts | Prêmio BAFTA de Melhor Efeitos Visuais Especiais | Mark A. Mangini           | Venceu    |
| 1997 | Festival de Cinema de Cannes                | Technical Grand Prize                            | Thierry Arbogast          | Venceu    |
| 1998 | César Award                                 | Melhor Cenografia                                | Thierry Arbogast          | Venceu    |
| 1998 | César Award                                 | Melhor Diretor                                   | Luc Besson                | Venceu    |
| 1998 | César Award                                 | Melhor Direção de Arte                           | Dan Weil                  | Venceu    |
| 1998 | César Award                                 | Melhor Figurino                                  | Jean-Paul Gaultier        | Indicado  |
| 1998 | César Award                                 | Melhor Edição                                    | Sylvie Landra             | Indicado  |
| 1998 | César Award                                 | Melhor Filme                                     | Luc Besson                | Indicado  |
| 1998 | César Award                                 | Melhor Música Escrita para um Filme              | Eric Serra                | Indicado  |
| 1998 | César Award                                 | Melhor som                                       | Daniel Brisseau           | Indicado  |
| 1997 | Prémios do Cinema Europeu                   | Filme do Ano                                     | Patrice Ledoux            | Indicado  |
| 1998 | Framboesa de Ouro                           | Framboesa de Ouro de Pior Atriz Coadjuvante      | Milla Jovovich            | Indicado  |
| 1998 | Framboesa de Ouro                           | Framboesa de Ouro de Pior Nova Estrela           | Chris Tucker              | Indicado  |
| 1998 | Golden Reel Awards                          | Melhor Edição de Som                             | Equipe de edição de som   | Indicado  |
| 1998 | Hugo Awards                                 | Melhor Apresentação Dramática                    | The Fifth Element         | Indicado  |
| 1998 | MTV Movie Awards                            | Melhor Luta                                      | Milla Jovovich vs. Aliens | Indicado  |
| 1997 | Prix Lumière                                | Melhor Diretor                                   | Luc Besson                | Venceu    |
| 1998 | Satellite Award                             | Melhores Efeitos Visuais                         | Mark Stetson              | Indicado  |
| 1998 | Saturn Award                                | Melhor Filme de Ficção Científica                | The Fifth Element         | Indicado  |
| 1998 | Saturn Award                                | Melhor Figurino                                  | Jean-Paul Gaultier        | Indicado  |
| 1998 | Saturn Award                                | Melhores Efeitos Especiais                       | Special effects team      | Indicado  |
| 1998 | Saturn Award                                | Melhor Atriz Coadjuvante                         | Milla Jovovich            | Indicado  |

### Home media
O lançamento do home vídeo original de O Quinto Elemento ocorreu na América do Norte em 10 de dezembro de 1997, em VHS, LaserDisc e DVD. O DVD original é na sua orientação original 2.39:1 formato widescreen anamórfico, tinha áudio Inglês e Espanhol e e legendas, e não carregava bônus especiais.
O filme foi lançado em formato Sony Superbit em 9 de outubro de 2001. Em sua revisão, IGN deu ao lançamento do DVD 9 de 10, mas observando a qualidade melhorada do formato Superbit, concedido a versão Superbit um resultado perfeito. A versão Superbit foi apresentado em formato widescreen anamórfico 2.35:1, usou uma taxa de dados maior para uma melhor imagem, e contou com legendagem em seis línguas (Inglês, Espanhol, Francês, Português, Chinês e Tailandês), mas apenas em áudio em Inglês e sem bônus especiais.
Um DVD "Ultimate Edition" foi lançado em 11 de janeiro de 2005. A edição continha dois discos. O primeiro continha a versão do filme de qualidade Superbit juntamente com as legendas nos mesmos seis idiomas. A única diferença entre a versão Superbit e o disco Ultimate Edition é a adição de um "fato faixa", que quando ativado exibe curiosidades sobre o filme, elenco e equipe como os jogos de filmes. O segundo disco oferece vários recursos especiais, com foco na produção visual, efeitos especiais, moda no filme, bônus e entrevistas com Willis, Jovovich, e Tucker, bônus sobre os quatro raças alienígenas diferentes no filme, e um bônus sobre Diva Plavalaguna. A Ultimate Edition foi elogiado por seus bônus especiais.
O primeiro Blu-ray Disc lançamento do filme ocorreu em 20 de junho de 2006, foi criticado por ter má qualidade de imagem para os padrões Blu-ray, e por sua falta de bônus especiais. No que tem sido chamado de "um extremamente raro mover-se", a Sony respondeu às queixas, fazendo uma versão Blu-ray remasterizado disponíveis, lançado em 17 de julho de 2007, e também ofereceu um programa de intercâmbio de substituição para clientes insatisfeitos com a versão original Blu-ray. Blu-ray.com afirmou a versão remasterizada "absolutamente" feito para o lançamento inicial sem brilho, louvando a sua alta qualidade de vídeo e áudio, e ainda criticando a falta de bônus especiais.

## Mídias relacionadas
A nova adaptação de Terry Bisson foi publicado pela HarperPrism em 1997.
A adaptação do videogame de mesmo nome foi criado pela Activision para o console de videogame PlayStation e PC em 1998, foi geralmente recebido com críticas negativas. Um jogo de corrida baseado no filme, New York Race, foi lançado em 2001.